# 앤서니 호로비츠

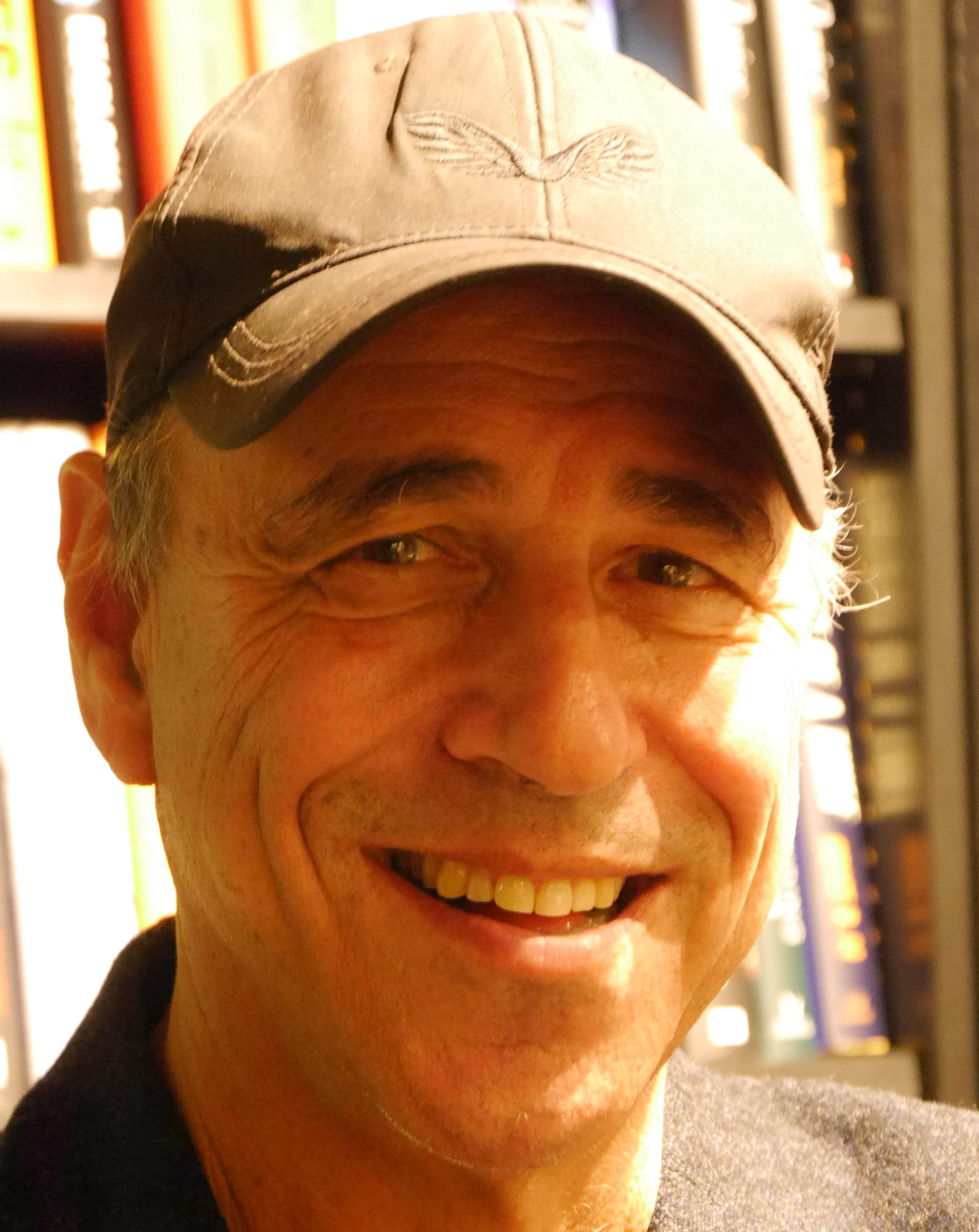

앤서니 호로비츠(Anthony Horowitz, OBE, 1955년 4월 5일~)는 영국 잉글랜드의 소설가이다.

## 서훈
- 2014년 대영 제국 훈장 4등급(OBE)[1]